# Callipseustes conferta
Callipseustes conferta är en fjärilsart som beskrevs av W. Warren 1907. Callipseustes conferta ingår i släktet Callipseustes och familjen mätare. Inga underarter finns listade i Catalogue of Life.